# Ungarn beim Eurovision Song Contest
Teilnehmende Rundfunkanstalt
 (1994–2015)
 (2016–2019)
Erste Teilnahme
1993
Bisher letzte Teilnahme
2019
Anzahl der Teilnahmen
19 (Stand 2019)
Höchste Platzierung
4 (1994)
Höchste Punktzahl
200 (2017)
Niedrigste Punktzahl
3 (1995)
Punkteschnitt (seit erstem Beitrag)
72,35 (Stand 2019)
Punkteschnitt pro abstimmendem Land im 12-Punkte-System
1,59 (Stand 2019)
Dieser Artikel befasst sich mit der Geschichte Ungarns als Teilnehmer am Eurovision Song Contest.

## Regelmäßigkeit der Teilnahme und Erfolge im Wettbewerb

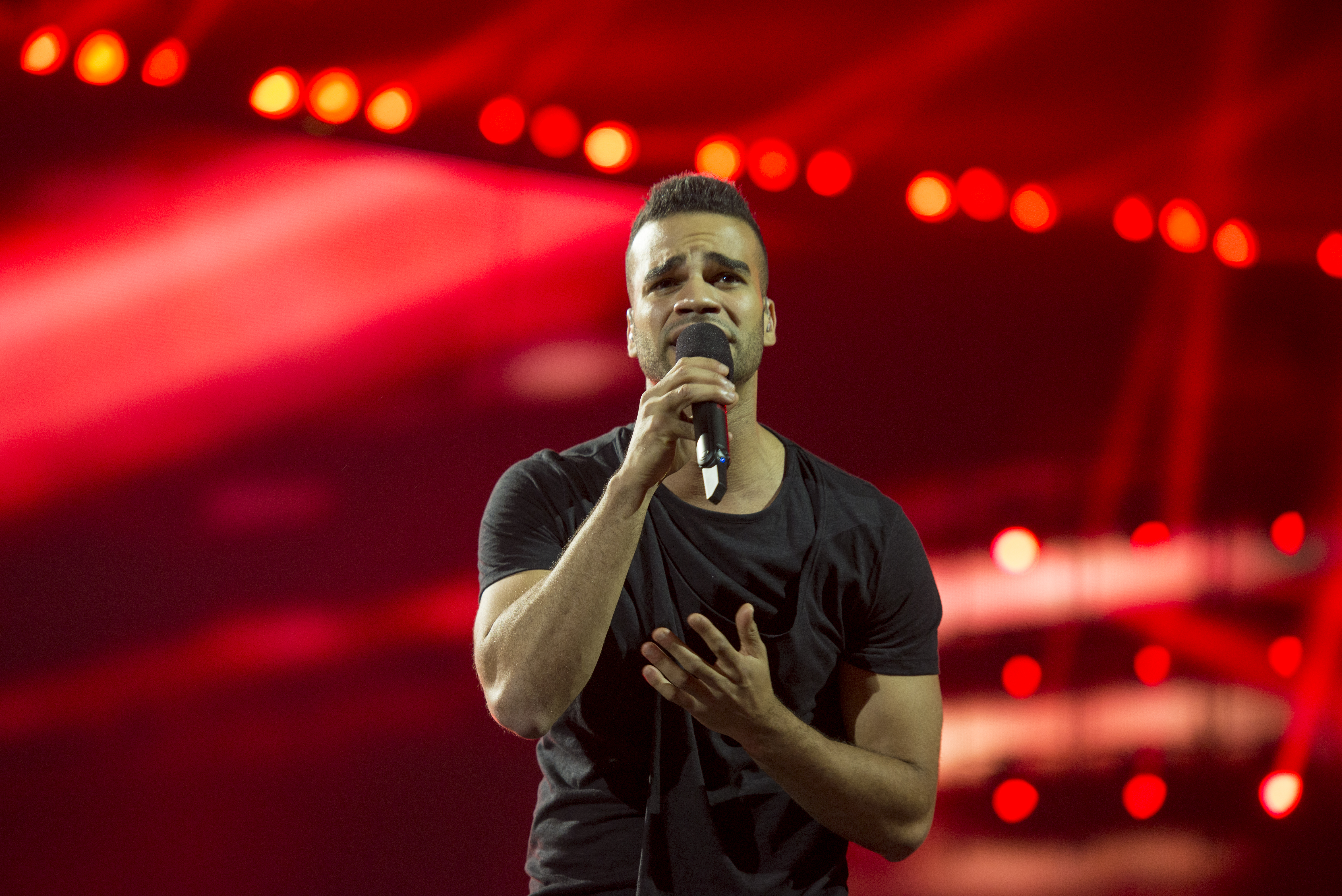
András Kállay-Saunders holte 2014 in Kopenhagen mit Platz 5 das zweitbeste Ergebnis des Landes

Bereits 1993 beteiligte sich Ungarn an der osteuropäischen Vorentscheidung in Ljubljana, allerdings erreichte die Sängerin Andrea mit ihrem Lied Árva reggel den sechsten Platz unter sieben Teilnehmern und qualifizierte sich damit nicht für Millstreet. So konnte das Land erst 1994 beim Wettbewerb debütieren. Dort erreichte die Sängerin Friderika mit ihrem Lied Kinek mondjam el vétkeimet? Platz 4 mit 122 Punkten, was bis heute Ungarns bestes Ergebnis im Wettbewerb darstellt. Dieser Erfolg konnte 1995 aber nicht fortgesetzt werden, denn der Sänger Csaba Szigeti landete lediglich auf dem vorletzten Platz im Wettbewerb. Er erhielt lediglich drei Punkte, was bis heute die niedrigste Punktzahl für Ungarn im Wettbewerb darstellt. Trotzdem schickte das Land auch 1996 einen Teilnehmer, scheiterte allerdings in der internen Vorrunde, womit Ungarn nicht teilnehmen durfte. 1997 kehrte das Land dann zum Wettbewerb zurück und erreichte mit Platz 12 eine Platzierung im Mittelfeld. 1998 hingegen landete Ungarn lediglich auf dem drittletzten Platz mit vier Punkten, womit das Land 1999 aussetzen musste. Im Jahre 2000 zog sich das Land dann aus finanziellen Gründen vom Wettbewerb zurück und kehrte erst 2005 wieder zurück.
Bei seiner dieser Teilnahme musste das Land dann am Halbfinale teilnehmen. Nachdem dort Platz 5 erreicht wurde, qualifizierte sich Ungarn erfolgreich für das Finale. Dort wurde mit Platz 12 das beste Ergebnis seit 1997 erreicht. 2006 musste das Land dann erneut wegen finanzieller Schwierigkeiten aussetzen. 2007 kehrte Ungarn aber wieder zurück, musste aber wieder zuerst im Halbfinale teilnehmen. Dort erreichte die Sängerin Magdi Rúzsa dann Platz 2, womit sie sich erfolgreich für das Finale qualifizierte. Dort erreichte sie dann Platz 9 und somit das bis dahin zweitbeste Ergebnis nach Platz 4 1994. Mit 128 Punkten holte sie zudem eine bis dahin neue Höchstpunktzahl für das Land. Nach diesem Erfolg folgte 2008 allerdings der Tiefpunkt. So trat Ungarn erneut im Halbfinale an, landete dort aber auf Platz 19 und somit auf den letzten Platz. Es war damit das erste Mal, dass Ungarn bereits im Halbfinale ausschied. Die Sängerin Csézy erhielt lediglich sechs Punkte, was bis heute das schlechteste Ergebnis des Landes darstellt. Trotz dieses Misserfolgs nahm das Land auch 2009 teil, war dort aber ebenso wenig erfolgreich. So landete der Sänger Zoltán Ádok im Halbfinale auf Platz 15, womit Ungarn erneut im Halbfinale ausschied.
Nach den Misserfolgen und ebenso aufgrund der schwierigen finanziellen Lage, zog sich das Land 2010 vom Wettbewerb zurück. Allerdings kehrte das Land bereits im Folgejahr 2011 zurück und von nun an deutlich erfolgreicher und regelmäßig vertreten.
2011 sollte dann die Sängerin Kati Wolf mit ihrem Titel What About My Dreams? das Land zurück ins Finale bringen. Nach Platz 7 im Halbfinale, konnte Ungarn erstmals seit vier Jahren wieder am Finale teilnehmen. Dort landete das Land aber nur auf Platz 22. Auch 2012 erreichte der ungarische Beitrag das Finale, auch wenn es knapp war, da die Band Compact Disco lediglich Platz 10 im Halbfinale erreichten. Aber auch hier war der Beitrag im Finale wenig erfolgreich, denn er belegte lediglich Platz 24. 2013 hingegen folgte dann der überraschende Erfolg. So belegte der Sänger ByeAlex Platz 7 im Halbfinale und erreichte somit das Finale. Dort holte er mit Platz 10 das beste Ergebnis seit sechs Jahren und das bis dahin drittbeste Ergebnis des Landes.
Im Jahre 2014 belegte der ungarische Beitrag dann Platz 3 im Halbfinale, womit das Land erneut das Finale erreichte. Dort landete der Sänger András Kállay-Saunders dann auf Platz 5, was das bis heute zweitbeste Ergebnis Ungarns im Wettbewerb darstellt. Mit 143 Punkten erzielte er ebenso eine bis dahin neue Höchstpunktzahl. Nach diesem zwei erfolgreichen Jahren, belegten die ungarischen Beiträge 2015 und 2016 lediglich Platz 20 und Platz 19 im Finale. 2017 hingegen erzielte der Sänger Joci Pápai bereits Platz 2 im Halbfinale. Im Finale erreichte er dann Platz 8 mit 200 Punkten, was bis heute Ungarns Höchstpunktzahl im Wettbewerb darstellt. 2018 erreichte Ungarn dann wieder knapp das Finale, nachdem die Band AWS nur auf Platz 10 im Halbfinale landeten. Im Finale belegte das Lied Viszlát nyár dann Platz 21. 2019 vertrat dann der Sänger Joci Pápai, der zwei Jahre zuvor Platz 8 im Finale erreichte, erneut das Land und war damit auch der erste Interpret des Landes, der Ungarn mehr als ein Mal vertrat. Allerdings folgte dann die Enttäuschung. Ungarn belegte lediglich Platz 12 im Halbfinale und schied somit erstmals seit zehn Jahren im Halbfinale aus. Zuvor konnte sich das Land acht Mal in Folge ohne auszusetzen für das Finale qualifizieren, was einen Rekord zusammen mit Griechenland darstellt, das sich ebenfalls zwischen 2008 und 2015 acht Mal in Folge für das Finale qualifizieren konnte.
Für 2020 sagte Ungarn seine Teilnahme aus unbekannten Gründen ab. Es wird jedoch davon ausgegangen, dass die Entscheidung mit der LGBT-freundlichen Haltung des ESC zu tun hat. Der zuständige Sender, MTVA, gab jedoch keine konkreten Gründe für den Rückzug an. Auch an den folgenden Austragungen nahm Ungarn nicht mehr teil.
Insgesamt landeten also 7 von den 19 Beiträgen in der linken Tabellenhälfte. Zudem schied Ungarn nur dreimal im Halbfinale aus (2008, 2009 und 2019) und belegte lediglich einmal den letzten Platz. Ohne einen Sieg und Platzierungen innerhalb der ersten Drei, aber dafür mit einem vierten Platz und einen fünften Platz, zählt Ungarn zu den durchschnittlich erfolgreichen Ländern im Wettbewerb.

## Liste der Beiträge
Farblegende:
– 1. Platz. 
– 2. Platz. 
– 3. Platz. 
– Punktgleichheit mit dem letzten Platz.
– ausgeschieden im Halbfinale/in der Qualifikation/im osteuropäischen Vorentscheid.
– keine Teilnahme/nicht qualifiziert.
| Jahr          | Interpret                | Titel Musik (M) und Text (T)                                                                | Sprache                  | Übersetzung                                   | Finale                                          | Finale                                          | Halbfinale/ Qualifikation          | Halbfinale/ Qualifikation          | Nationaler Vorentscheid                         |
| Jahr          | Interpret                | Titel Musik (M) und Text (T)                                                                | Sprache                  | Übersetzung                                   | Platz                                           | Punkte                                          | Platz                              | Punkte                             | Nationaler Vorentscheid                         |
| ------------- | ------------------------ | ------------------------------------------------------------------------------------------- | ------------------------ | --------------------------------------------- | ----------------------------------------------- | ----------------------------------------------- | ---------------------------------- | ---------------------------------- | ----------------------------------------------- |
| 1993          | Andrea Szulák            | Árva reggel M: László Pásztor; T: György Jakab, Emese Hatvani                               | Ungarisch                | Einsamer Morgen                               | Nicht qualifiziert Osteuropäischer Vorentscheid | Nicht qualifiziert Osteuropäischer Vorentscheid | 6 / 7                              | 44                                 | interne Auswahl                                 |
| 1994          | Friderika                | Kinek mondjam el vétkeimet? M/T: Szilveszter Jenei                                          | Ungarisch                | Wem soll ich meine Sünden sagen?              | 4 / 25                                          | 122                                             | Direkt für das Finale qualifiziert | Direkt für das Finale qualifiziert | Nationaler Vorentscheid                         |
| 1995          | Csaba Szigeti            | Új név egy régi ház falán M: Ferenc Balázs; T: Attila Horváth                               | Ungarisch                | Ein neuer Name an der Wand eines alten Hauses | 22 / 23                                         | 3                                               | Direkt für das Finale qualifiziert | Direkt für das Finale qualifiziert | interne Auswahl                                 |
| 1996          | Gjon Delhusa             | Fortuna M/T: Gjon Delhusa                                                                   | Ungarisch                | -                                             | Nicht qualifiziert Qualifikationsrunde          | Nicht qualifiziert Qualifikationsrunde          | 23 / 29                            | 26                                 | A cél: Oslo                                     |
| 1997          | V.I.P.                   | Miért kell, hogy elmenj? M: Viktor Rakonczai; T: Krisztina Bokor Fekete                     | Ungarisch                | Warum musst du gehen?                         | 12 / 25                                         | 39                                              | Direkt für das Finale qualifiziert | Direkt für das Finale qualifiziert | Nationaler Vorentscheid                         |
| 1998          | Charlie                  | A holnap már nem lesz szomorú M: István Lerch; T: Attila Horváth                            | Ungarisch                | Der morgige Tag wird nicht mehr traurig sein  | 23 / 25                                         | 4                                               | Direkt für das Finale qualifiziert | Direkt für das Finale qualifiziert | interne Auswahl                                 |
| 1999 bis 2004 | Auf Teilnahme verzichtet | Auf Teilnahme verzichtet                                                                    | Auf Teilnahme verzichtet | Auf Teilnahme verzichtet                      | Auf Teilnahme verzichtet                        | Auf Teilnahme verzichtet                        | Auf Teilnahme verzichtet           | Auf Teilnahme verzichtet           | Auf Teilnahme verzichtet                        |
| 2005          | Nox                      | Forogj világ M: Szabolcs Harmath; T: Atilla Valla                                           | Ungarisch                | Dreh dich, Erde                               | 12 / 24                                         | 97                                              | 5 / 25                             | 167                                | Nationaler Vorentscheid                         |
| 2006          | Auf Teilnahme verzichtet | Auf Teilnahme verzichtet                                                                    | Auf Teilnahme verzichtet | Auf Teilnahme verzichtet                      | Auf Teilnahme verzichtet                        | Auf Teilnahme verzichtet                        | Auf Teilnahme verzichtet           | Auf Teilnahme verzichtet           | Auf Teilnahme verzichtet                        |
| 2007          | Magdi Rúzsa              | Unsubstantial Blues M: Magdi Rúzsa; T: Imre Mózsik                                          | Englisch                 | Halbherziger Blues                            | 9 / 24                                          | 128                                             | 2 / 28                             | 224                                | Fonogram 2007                                   |
| 2008          | Csézy                    | Candlelight M: Viktor Rakonczai; T: Imre Mózsik & Jánosi                                    | Englisch, Ungarisch      | Kerzenschein                                  | Ausgeschieden                                   | Ausgeschieden                                   | 19 / 19                            | 6                                  | Eurovíziós Dalverseny 2008: Magyarországi döntő |
| 2009          | Zoltán Ádok              | Dance with Me M: Zé Szabó; T: Jnoffin Kasai                                                 | Englisch                 | Tanz mit mir                                  | Ausgeschieden                                   | Ausgeschieden                                   | 15 / 19                            | 15                                 | interne Auswahl                                 |
| 2010          | Auf Teilnahme verzichtet | Auf Teilnahme verzichtet                                                                    | Auf Teilnahme verzichtet | Auf Teilnahme verzichtet                      | Auf Teilnahme verzichtet                        | Auf Teilnahme verzichtet                        | Auf Teilnahme verzichtet           | Auf Teilnahme verzichtet           | Auf Teilnahme verzichtet                        |
| 2011          | Kati Wolf                | What About My Dreams? M: Viktor Rakonczai, Gergő Rácz; T: Péter Geszti, Johnny K. Palmer    | Englisch, Ungarisch      | Und meine Träume?                             | 22 / 25                                         | 53                                              | 7 / 19                             | 72                                 | interne Auswahl                                 |
| 2012          | Compact Disco            | Sound of Our Hearts M/T: Gábor Pál, Attila Sándor, Csaba Walkó, Behnam Lotfi                | Englisch                 | Klang unserer Herzen                          | 24 / 26                                         | 19                                              | 10 / 18                            | 52                                 | A Dal 2012                                      |
| 2013          | ByeAlex                  | Kedvesem (Zoohacker Remix) M: Alex Márta, Zoltán Palásti Kovács, Zoohacker; T: Alex Márta   | Ungarisch                | Meine Liebe                                   | 10 / 26                                         | 84                                              | 8 / 17                             | 66                                 | A Dal 2013                                      |
| 2014          | András Kállay-Saunders   | Running M: András Kallay-Saunders, Krisztián Szakos; T: András Kallay-Saunders              | Englisch                 | Rennen                                        | 5 / 26                                          | 143                                             | 3 / 16                             | 127                                | A Dal 2014                                      |
| 2015          | Boggie                   | Wars for Nothing M/T: Boglárka Csemer, Áron Sebestyén, Sára Hélène Bori                     | Englisch                 | Kriege für nichts                             | 20 / 27                                         | 19                                              | 8 / 16                             | 67                                 | A Dal 2015                                      |
| 2016          | Freddie                  | Pioneer M/T: Zé Szabó, Borbála Csarnai                                                      | Englisch                 | Pionier                                       | 19 / 26                                         | 108                                             | 4 / 18                             | 197                                | A Dal 2016                                      |
| 2017          | Joci Pápai               | Origo M/T: József Pápai                                                                     | Ungarisch                | Herkunft                                      | 8 / 26                                          | 200                                             | 2 / 18                             | 231                                | A Dal 2017                                      |
| 2018          | AWS                      | Viszlát nyár M: Dániel Kökényes, Bence Brucker, Áron Veress, Soma Schiszler; T: Örs Siklósi | Ungarisch                | Tschüss Sommer                                | 21 / 26                                         | 93                                              | 10 / 18                            | 111                                | A Dal 2018                                      |
| 2019          | Joci Pápai               | Az én apám M: Joci Pápai, Molnár Ferenc Caramel; T: Molnár Ferenc Caramel                   | Ungarisch                | Mein Vater                                    | Ausgeschieden                                   | Ausgeschieden                                   | 12 / 17                            | 97                                 | A Dal 2019                                      |
| seit 2020     | Auf Teilnahme verzichtet | Auf Teilnahme verzichtet                                                                    | Auf Teilnahme verzichtet | Auf Teilnahme verzichtet                      | Auf Teilnahme verzichtet                        | Auf Teilnahme verzichtet                        | Auf Teilnahme verzichtet           | Auf Teilnahme verzichtet           | Auf Teilnahme verzichtet                        |

## Sprachen
Die Mehrheit der ungarischen Beiträge wurden komplett auf Ungarisch vorgestellt, nämlich von 1994 bis 2006, 2013 und von 2017 bis 2019. Die vier ersten Teilnahmen Ungarns fielen dabei in die Zeit, als jedes Land in seiner jeweiligen Sprache singen musste. Trotz der Sprachfreiheit ab 1999, wurde das Lied zur Rückkehr 2005 auch komplett auf Ungarisch vorgestellt. 2007 war Unsubstantial Blues der erste Beitrag in englischer Sprache, auch wenn der Originaltext – geschrieben von der Sängerin – auf Ungarisch war. Gleiches gilt für 2008 und (wobei in der Version beim Song Contest einige Zeilen auf Ungarisch gesungen wurden) und 2009. Bei der Rückkehr 2011 war das Lied bis auf die Bridge in Ungarisch komplett auf Englisch vorgetragen. 2012, 2014, 2015 und 2016 wurden die ungarischen Beiträge dann komplett auf Englisch vorgetragen. Die Beiträge der Jahre 1994, 1997, 1998 und 2005 wurden jeweils auch auf Englisch aufgenommen. Die englische Fassung von Forogj, világ entstand erst ca. ein Jahr nach dem Wettbewerb.

## Nationale Vorentscheidungen
Der Großteil der ungarischen Beiträge wurden über eine nationale Vorentscheidung ermittelt. Lediglich 1995, 1998, 2009 und 2011 fand eine interne Auswahl statt. Von 2012 bis 2019 fand jährlich die Vorentscheidung A Dal statt. Diese beinhaltete seit 2013 neben zwei Semifinals auch drei Viertelfinalrunden. In den Vorjahren fanden jeweils unterschiedliche Formate Anwendung.

### Klassische Vorentscheidung
1993, 1994, 1996, 1997 und 2005 fand eine nationale Vorausscheidung im Fernsehen statt, die jeweils zwischen zwölf und neunzehn Teilnehmer umfasste. Eine Jury bestimmte dabei allerdings jeweils den Sieger.

### Fonogram(2007)
2007 wurde Magdi Rúzsa während einer Musikpreisverleihung per Telefonabstimmung aus sieben Künstlern als Favoritin ausgewählt, das Lied wurde intern vom Ungarischen Fernsehen bestimmt.

### Eurovíziós Dalverseny: Magyarországi döntő(2008)
2008 fand eine Vorentscheidung mit 15 Teilnehmern statt. Jedes Lied musste dabei auf Ungarisch vorgetragen werden, wobei jeder Interpret auch eine englische Version des Liedes einreichen musste. Zu 50 % Televoting und zu 50 % Juryvoting wurde am Ende der Sieger bestimmt. Da am Ende sowohl der Sänger Adrien Szekeres als auch die Sängerin Csézy beide auf 29 Punkte kamen, erhielt der Interpret den Sieg, der im Televoting besser abschnitt. Da Szekeres nur 14 Punkte vom Televoting erhielt, Csézy aber 15 Punkte, gewann Letztere die Vorentscheidung.

## Punktevergabe
Folgende Länder erhielten die meisten Punkte von oder vergaben die meisten Punkte an Ungarn (Stand: 2019):
| Die meisten im Finale vergebenen Punkte | Die meisten im Finale vergebenen Punkte | Die meisten im Finale vergebenen Punkte |
| Platz                                   | Land                                    | Punkte                                  |
| --------------------------------------- | --------------------------------------- | --------------------------------------- |
| 1                                       | Schweden                                | 71                                      |
| 2                                       | Niederlande                             | 62                                      |
| 3                                       | Norwegen                                | 61                                      |
| 4                                       | Aserbaidschan                           | 59                                      |
| 4                                       | Dänemark                                | 59                                      |

| Die meisten im Finale erhaltenen Punkte | Die meisten im Finale erhaltenen Punkte | Die meisten im Finale erhaltenen Punkte |
| Platz                                   | Land                                    | Punkte                                  |
| --------------------------------------- | --------------------------------------- | --------------------------------------- |
| 1                                       | Serbien                                 | 68                                      |
| 2                                       | Rumänien                                | 67                                      |
| 3                                       | Finnland                                | 61                                      |
| 4                                       | Kroatien                                | 53                                      |
| 5                                       | Polen                                   | 50                                      |

| Die meisten insgesamt vergebenen Punkte | Die meisten insgesamt vergebenen Punkte | Die meisten insgesamt vergebenen Punkte |
| Platz                                   | Land                                    | Punkte                                  |
| --------------------------------------- | --------------------------------------- | --------------------------------------- |
| 1                                       | Niederlande                             | 119                                     |
| 2                                       | Dänemark                                | 112                                     |
| 3                                       | Aserbaidschan                           | 110                                     |
| 4                                       | Island                                  | 109                                     |
| 5                                       | Norwegen                                | 106                                     |

| Die meisten insgesamt erhaltenen Punkte | Die meisten insgesamt erhaltenen Punkte | Die meisten insgesamt erhaltenen Punkte |
| Platz                                   | Land                                    | Punkte                                  |
| --------------------------------------- | --------------------------------------- | --------------------------------------- |
| 1                                       | Serbien                                 | 156                                     |
| 2                                       | Rumänien                                | 136                                     |
| 3                                       | Finnland                                | 114                                     |
| 4                                       | Kroatien                                | 112                                     |
| 5                                       | Estland                                 | 107                                     |

### Vergaben der Höchstwertung
Seit 1994 vergab Ungarn die Höchstpunktzahl an 18 verschiedene Länder, davon jeweils zweimal an Aserbaidschan, Dänemark, Island und die Niederlande. Im Halbfinale vergab Ungarn die Höchstpunktzahl an 13 verschiedene Länder, davon dreimal an Aserbaidschan.
| Höchstwertung (Finale) | Höchstwertung (Finale)   | Höchstwertung (Finale)   |
| Jahr                   | Land                     | Platz (Finale)           |
| ---------------------- | ------------------------ | ------------------------ |
| 1993                   | Nicht qualifiziert       | Nicht qualifiziert       |
| 1994                   | Deutschland              | 3                        |
| 1995                   | Zypern                   | 9                        |
| 1996                   | Nicht qualifiziert       | Nicht qualifiziert       |
| 1997                   | Vereinigtes Königreich   | 1                        |
| 1998                   | Niederlande              | 4                        |
| 1999                   | Nicht qualifiziert       | Nicht qualifiziert       |
| 2000 bis 2004          | Auf Teilnahme verzichtet | Auf Teilnahme verzichtet |
| 2005                   | Griechenland             | 1                        |
| 2006                   | Auf Teilnahme verzichtet | Auf Teilnahme verzichtet |
| 2007                   | Serbien                  | 1                        |
| 2008                   | Aserbaidschan            | 8                        |
| 2009                   | Norwegen                 | 1                        |
| 2010                   | Auf Teilnahme verzichtet | Auf Teilnahme verzichtet |
| 2011                   | Island                   | 20                       |
| 2012                   | Schweden                 | 1                        |
| 2013                   | Aserbaidschan            | 2                        |
| 2014                   | Niederlande              | 2                        |
| 2015                   | Belgien                  | 4                        |
| 2016                   | Australien (J)           | 2                        |
| 2016                   | Ukraine (T)              | 1                        |
| 2017                   | Portugal (J)             | 1                        |
| 2017                   | Bulgarien (T)            | 2                        |
| 2018                   | Dänemark (J & T)         | 9                        |
| 2019                   | Tschechien (J)           | 11                       |
| 2019                   | Island (T)               | 10                       |
| seit 2020              | Auf Teilnahme verzichtet | Auf Teilnahme verzichtet |

| Höchstwertung (Halbfinale) | Höchstwertung (Halbfinale) | Höchstwertung (Halbfinale) |
| Jahr                       | Land                       | Platz (Halbfinale)         |
| -------------------------- | -------------------------- | -------------------------- |
| 2005                       | Rumänien                   | 1                          |
| 2006                       | Auf Teilnahme verzichtet   | Auf Teilnahme verzichtet   |
| 2007                       | Serbien                    | 1                          |
| 2008                       | Dänemark                   | 3                          |
| 2009                       | Aserbaidschan              | 2                          |
| 2010                       | Auf Teilnahme verzichtet   | Auf Teilnahme verzichtet   |
| 2011                       | Island                     | 4                          |
| 2012                       | Finnland                   | 12                         |
| 2013                       | Aserbaidschan              | 1                          |
| 2014                       | Niederlande                | 1                          |
| 2015                       | Russland                   | 1                          |
| 2016                       | Malta (J)                  | 3                          |
| 2016                       | Aserbaidschan (T)          | 6                          |
| 2017                       | Bulgarien (J & T)          | 1                          |
| 2018                       | Rumänien (J)               | 11                         |
| 2018                       | Dänemark (T)               | 5                          |
| 2019                       | Belarus (J)                | 10                         |
| 2019                       | San Marino (T)             | 8                          |
| seit 2020                  | Auf Teilnahme verzichtet   | Auf Teilnahme verzichtet   |

## Verschiedenes
- 1994 war Ungarn das erste Land, das bei seiner ersten Teilnahme direkt bei der Wertung vom ersten Land die höchste Punktzahl erhalten hat – tatsächlich sogar von den ersten drei Ländern.
- Magdi Rúzsa war die erste Frau, die einen ungarischen Beitrag zum Wettbewerb komponiert hat. Beim Eurovision Song Contest 2007 erhielt sie für Unsubstantial Blues den Preis als bester Komponist.
- Halbfinale und Finale gerechnet, erhielt Ungarn durchschnittlich am meisten Punkte aus Serbien (9,3). Am meisten Punkte vergeben hat Ungarn ebenfalls an Serbien (10,3).
- 2009 brauchte es drei Anläufe, um das teilnehmende Lied zu finden. Zunächst wurde nämlich der Sänger Márk Zentai mit If You Wanna Party ausgewählt. Da das Lied unter dem Titel We Became Friends bereits 2004 veröffentlicht worden war, wurde es durch Magányos csónak von Kátya Tompos ersetzt. Diese zog ihre Teilnahme allerdings freiwillig zurück, weil es terminliche Schwierigkeiten wegen ihrer Theaterkarriere gab. Schließlich wurde Zoli Ádok mit Dance with Me ausgewählt.
- 2013 erhielt ByeAlex für Kedvesem 12 Punkte aus Deutschland, es war die einzige Höchstpunktzahl für Ungarn an diesem Abend.
- 2014 konnte Ungarn das beste Ergebnis seit der Einführung des Halbfinales erzielen: sie erreichten 143 Punkte und Platz 5.
- Ungarn konnte sich acht Mal in Folge ohne auszusetzen für das Finale qualifizieren, was einen Rekord zusammen mit Griechenland darstellt, die sich ebenfalls zwischen 2008 und 2015 acht Mal in Folge für das Finale qualifizieren konnten.
- Joci Pápai ist der bisher einzige Kandidat, der Ungarn zweimal beim ESC vertrat (2017 und 2019).

## Impressionen

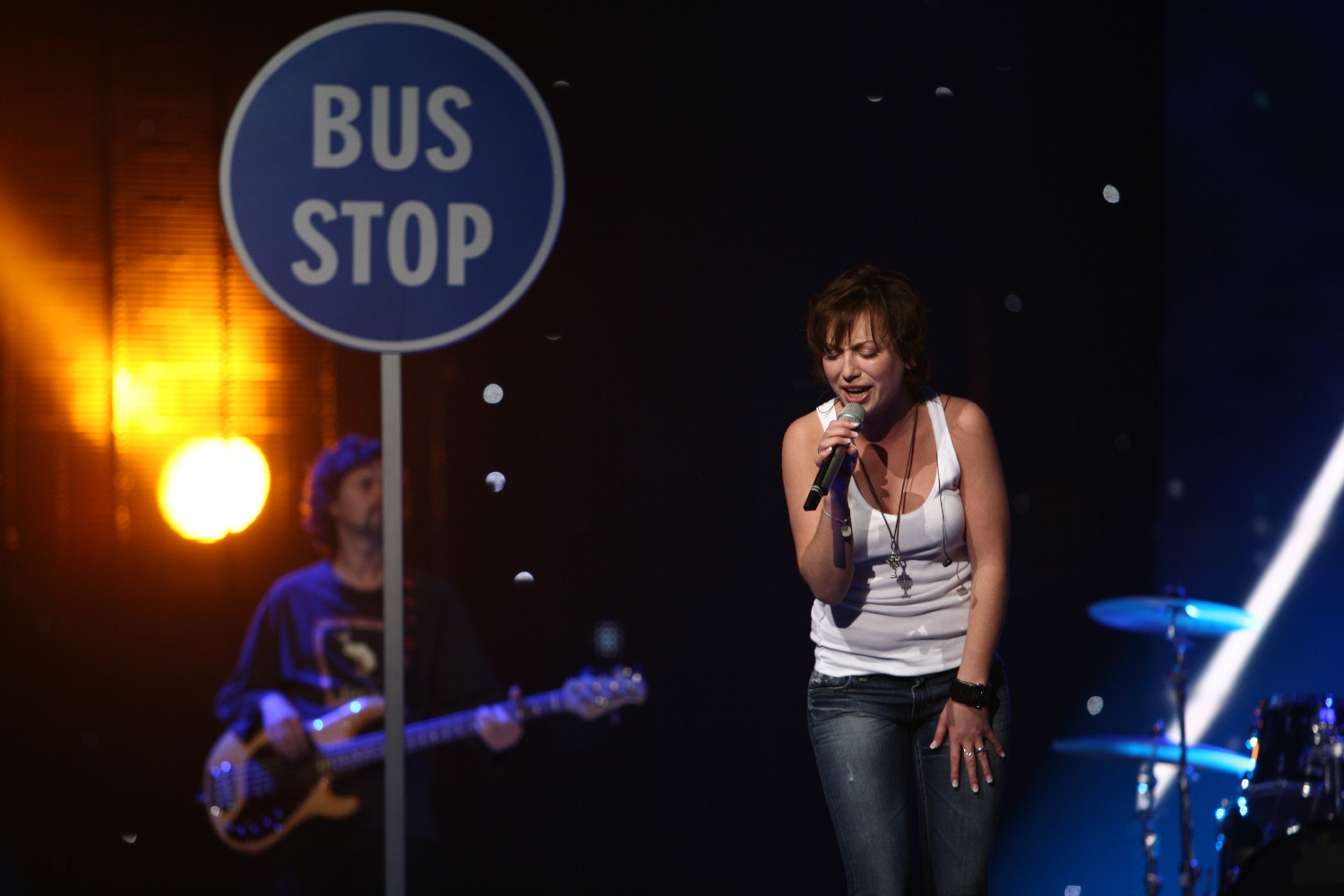
Magdi Rúzsa 2007
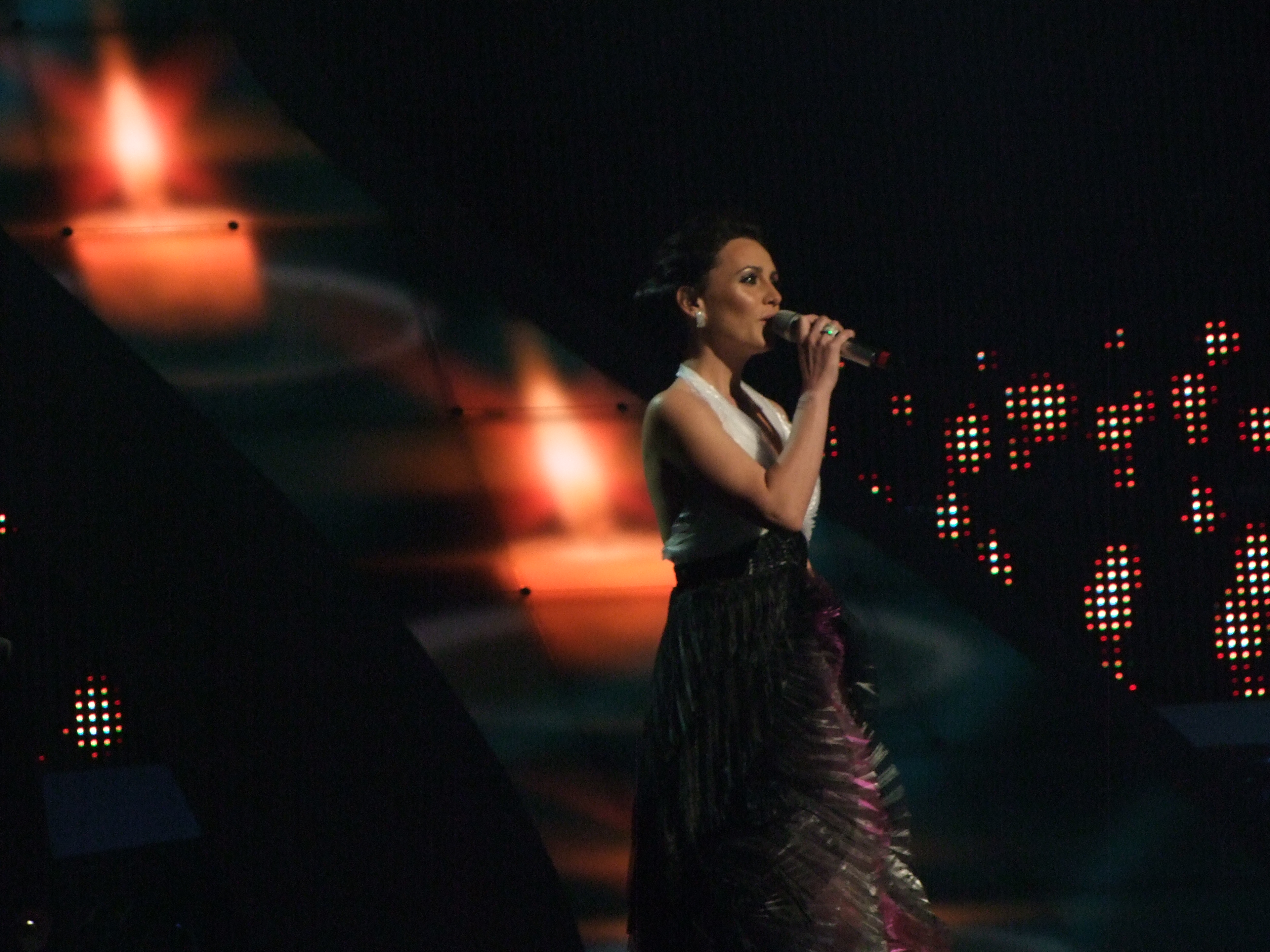
Csézy 2008
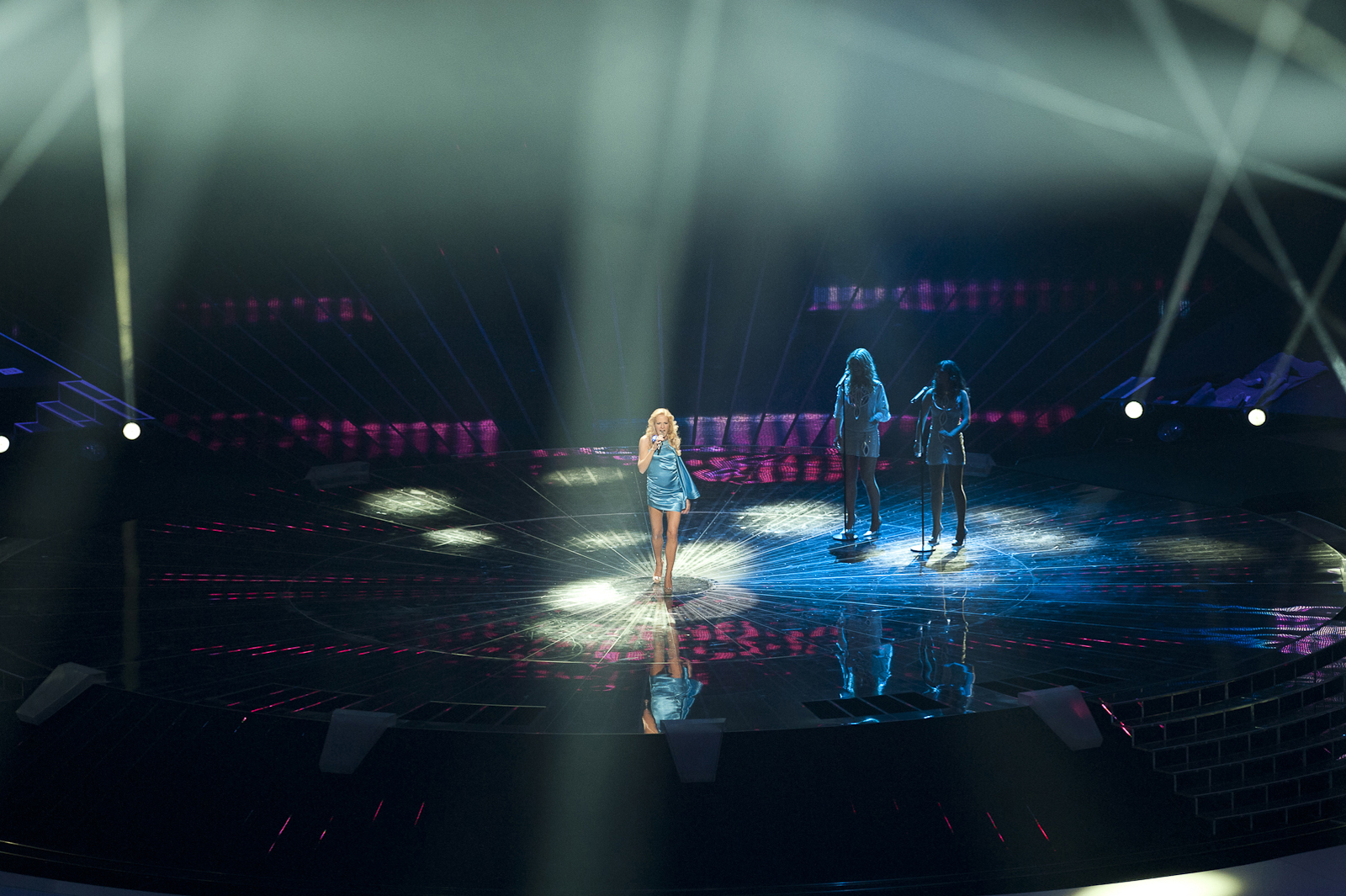
Kati Wolf 2011
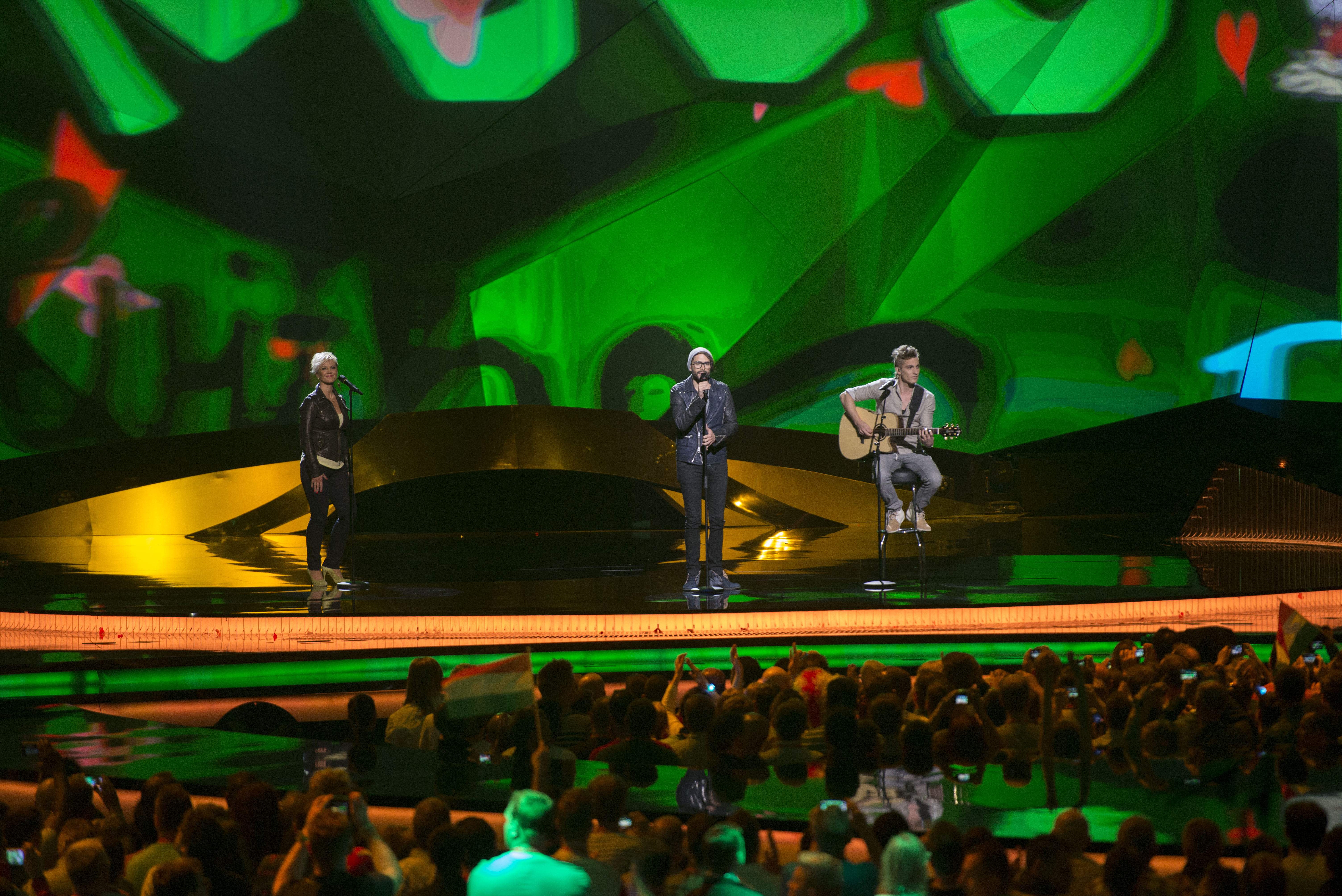
ByeAlex 2013
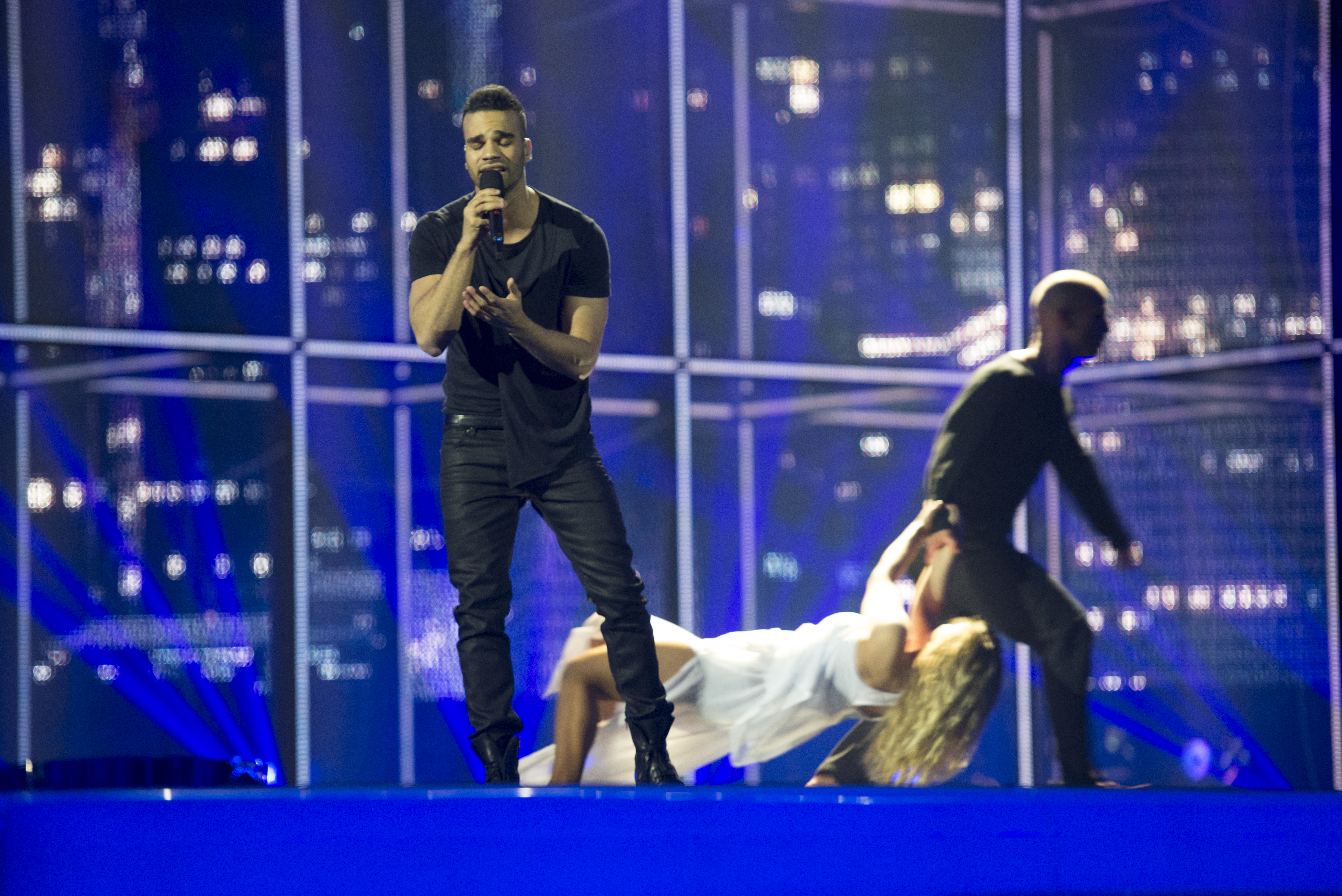
András Kállay-Saunders 2014
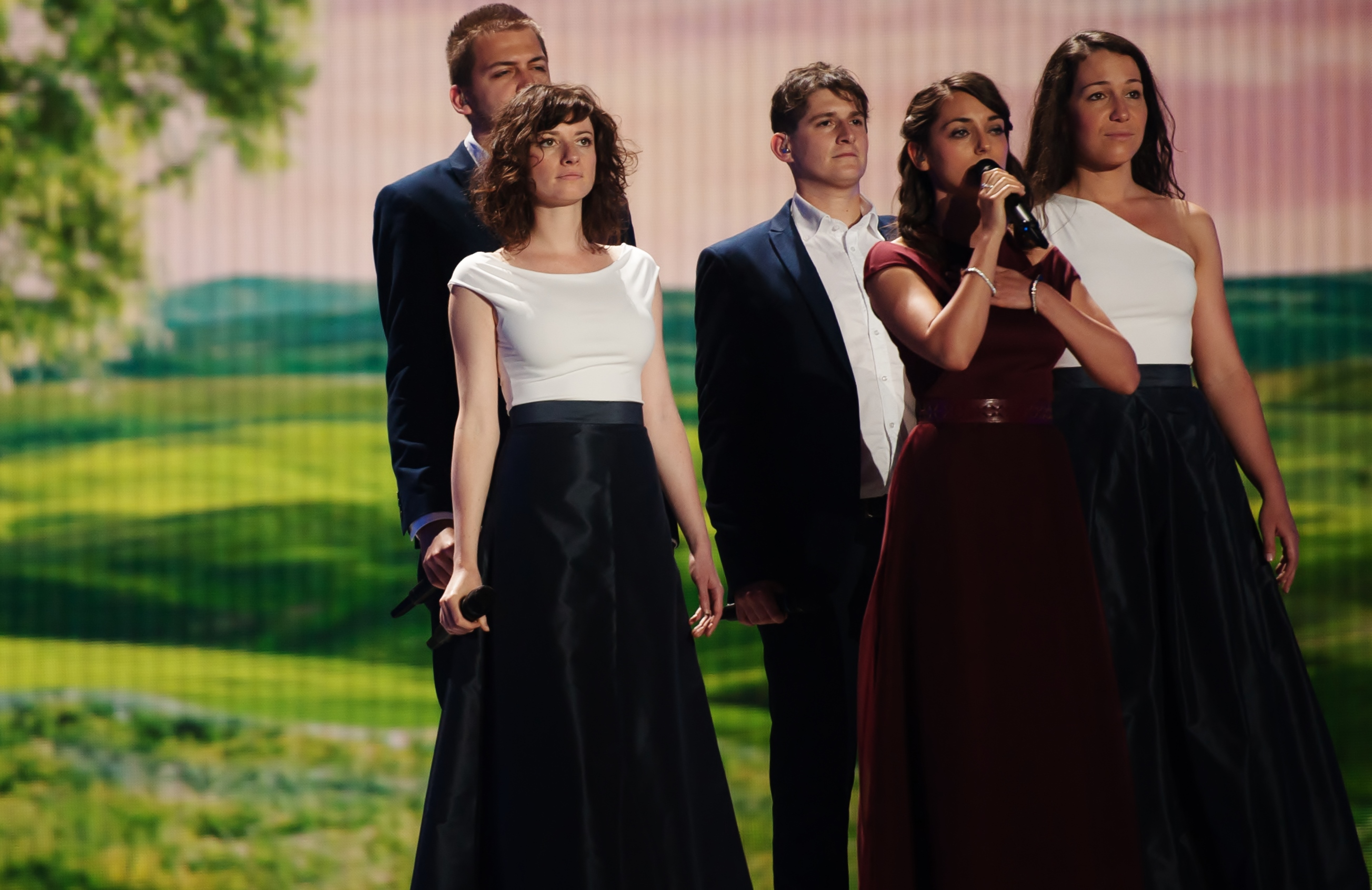
Boggie 2015
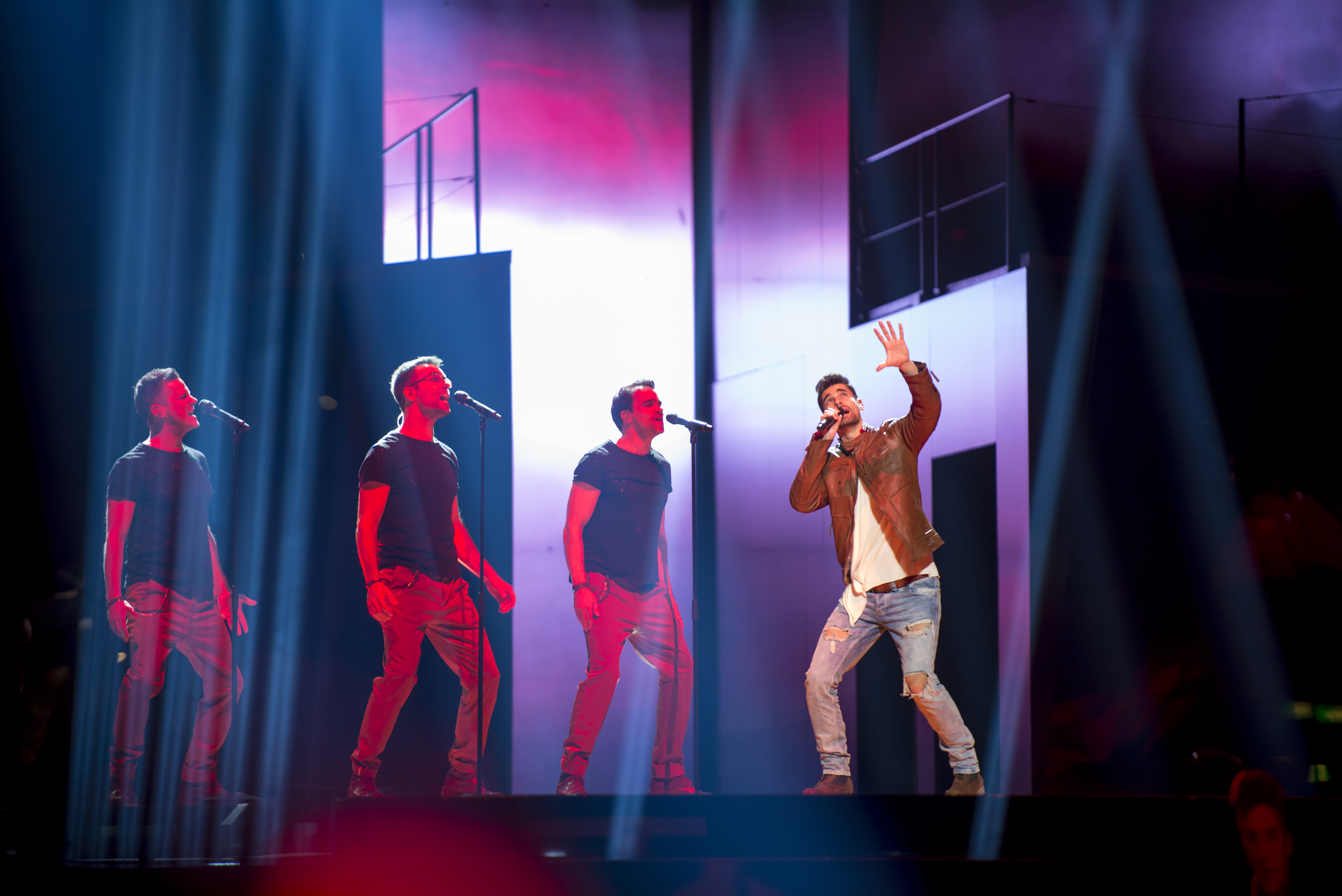
Freddie 2016
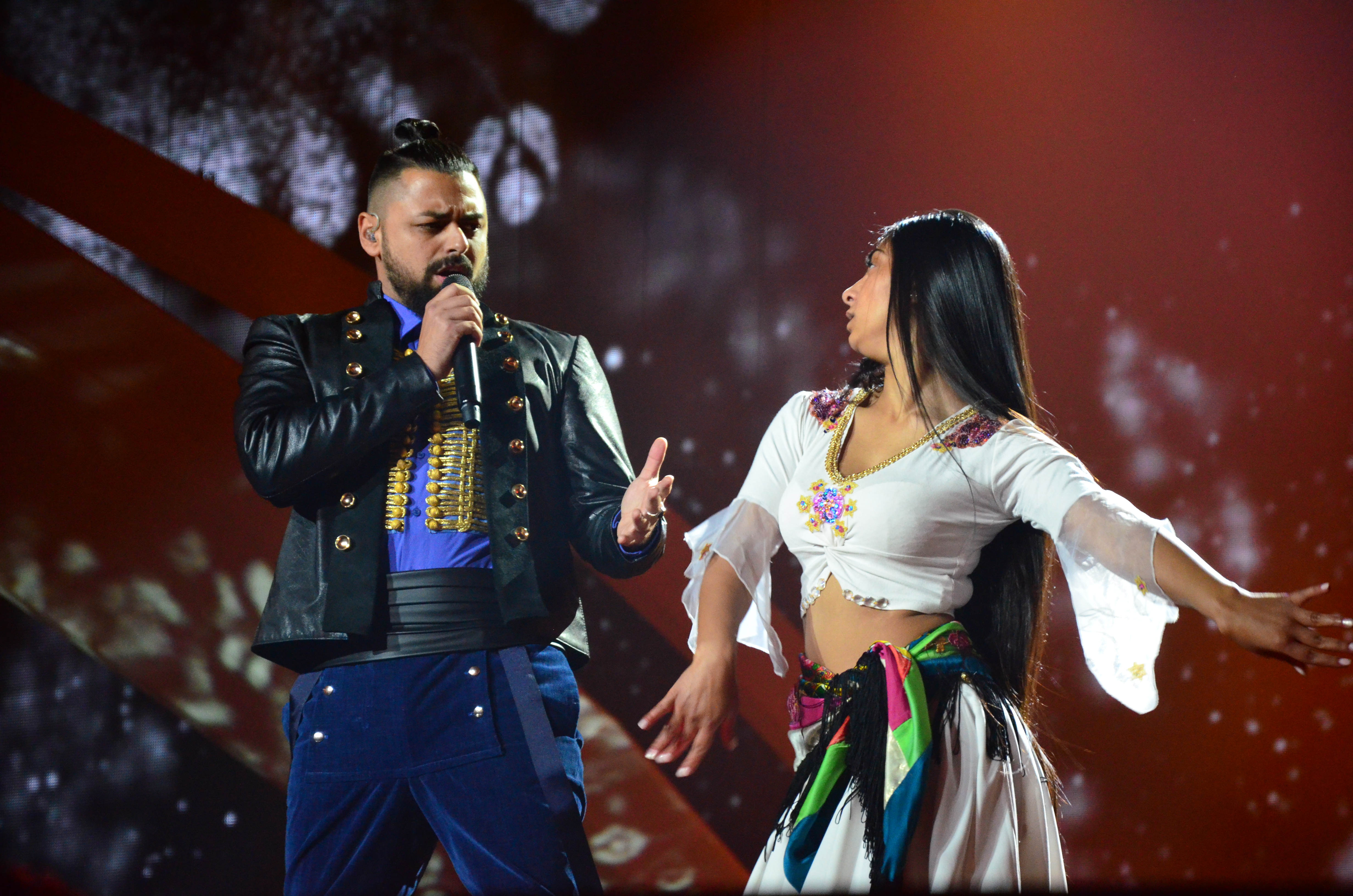
Joci Pápai 2017
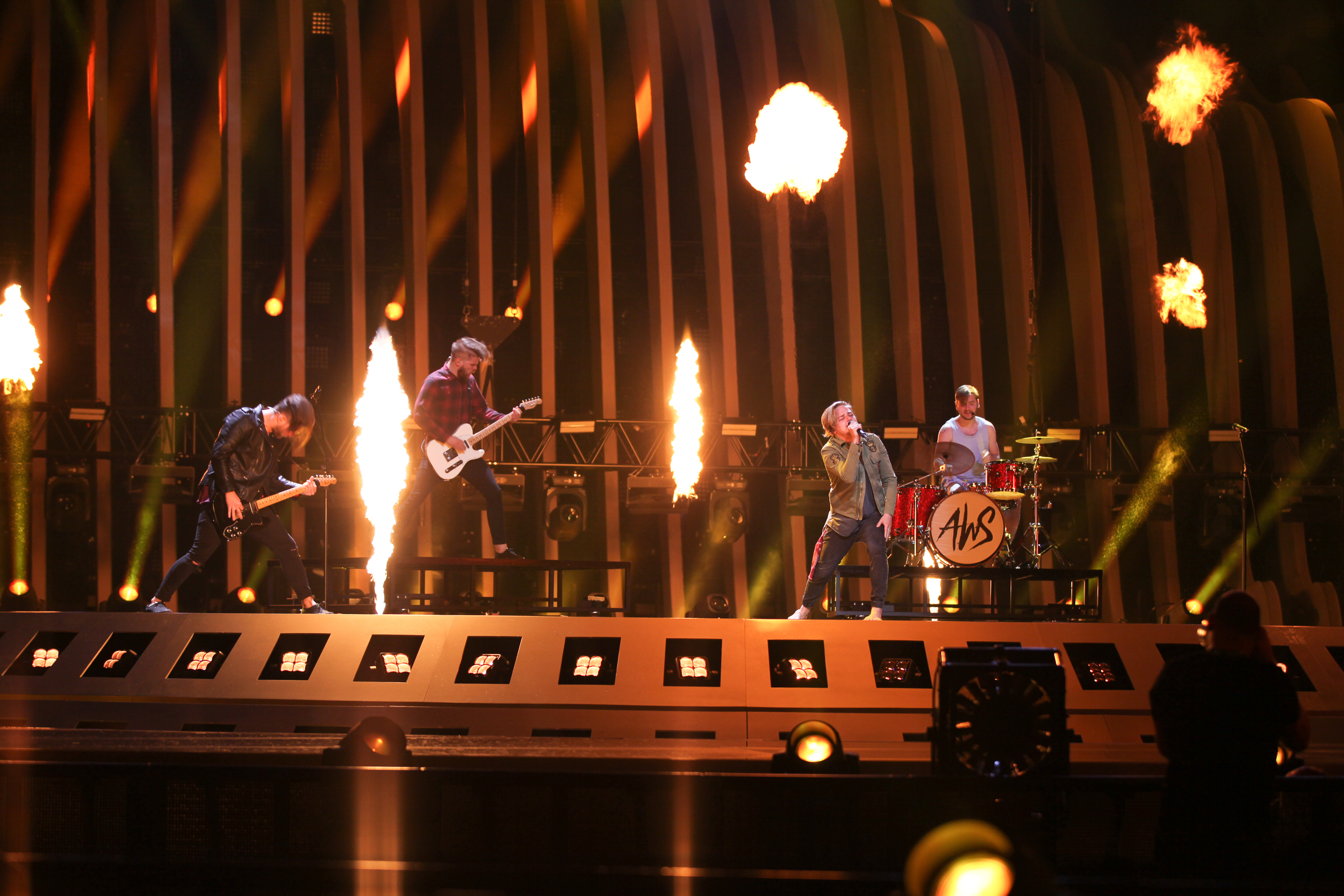
AWS 2018
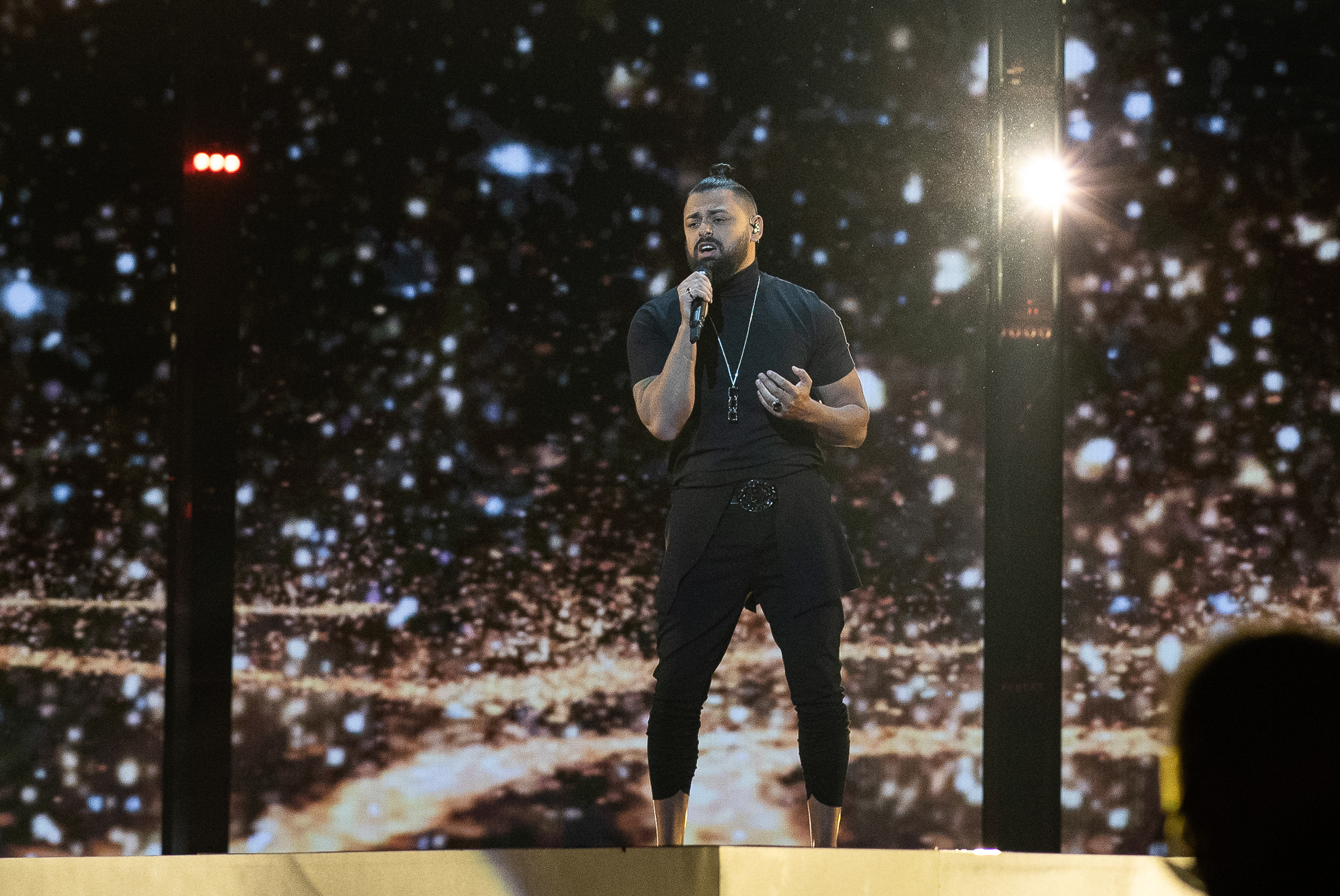
Joci Pápai 2019